# Torisenbeek
Torisenbeek (Zweeds: Torisenoja) is een beek, die stroomt in de Zweedse  gemeente Pajala. De rivier ontstaat in de moerassen ten westen van de Torne. Ze stroomt van west naar oost en mondt na circa 5 kilometer bij Torinen in de Torne uit.
Afwatering: Torisenbeek → Torne → Botnische Golf